# Geckolepis petiti
Geckolepis petiti är en ödleart som beskrevs av  Angel 1942. Geckolepis petiti ingår i släktet Geckolepis och familjen geckoödlor. Inga underarter finns listade i Catalogue of Life.
Enligt The Reptile Database är taxonet ett synonym till Geckolepis typica.